# Johannes Hugenholtz
Johannes (Han) Bernardus Theodorus Hugenholtz (Kattendijke, 14 mei 1888 - Renkum, 25 december 1973) was een hervormde predikant en anti-militarist. Als pacifist was hij betrokken bij veel organisatorische en propagandistische werkzaamheden van het vredeswerk.
Van 1902 tot 1907 ging hij naar het gymnasium in Doetinchem. Van 1907 tot 1912 studeerde hij theologie aan de universiteit van Utrecht. Naast zijn studie had hij een grote belangstelling voor techniek.

## Stellingname
Han was zoon van predikant Johannes Bernardus Theodorus Hugenholtz. In zijn studietijd kwam hij in aanraking met Willy Kruyt en Bart de Ligt beiden actief in de Bond van Christen-Socialisten. Het uitbreken van de oorlog zag hij deels als het falen van de sociaaldemocratie en maar bovenal van het christendom. Voor hem waren christendom en oorlog onverenigbaar. Zijn stellingname voor de vredesbeweging droeg hij uit vanaf de kansel en in meerdere acties. Hij behoorde in 1915 dan ook tot de ondertekenaars van het Dienstweigeringsmanifest.

## Anti-militairisme
Op 9 maart 1913 werd hij door zijn vader bevestigd als predikant in Vledder waar hij tot 1914 zou blijven. Hierna werd hij benoemd in Purmerend (1918-1921). Rond 1920 was hij de oprichter van de vereniging Nooit meer oorlog. Na onenigheid met de Purmerendse kerkenraad vestigde hij zich als verzekeringsagent en elektricien in Den Haag. In 1924 werd hij beroepen in Ammerstol waar hij als 'de rode dominee' tot 1954 op de kansel zou staan. Op 10 september 1924 riep hij in zijn Open brief aan alle predikanten, pastoors en rabbi's, die in den naam van God en Christus het militairisme verdedigen en zijne geweldsmiddelen zegenen zijn collega's op om zich uit te spreken tegen het militarisme. Hij was ervan overtuigd dat een specifiek kerkelijke vredesbeweging nodig was. Op 8 oktober van datzelfde jaar nam hij met theoloog G.J. Heering initiatief tot de oprichting van de Groep van Godsdienstige Voorgangers en Gemeenteleden tegen Oorlog en Oorlogstoerusting. Deze interkerkelijke groep werd al vrij snel omgedoopt in Kerk en Vrede, waarvan het kantoor was ondergebracht in de Ammerstolse pastorie. Bij zijn anti-militairistische strijd ondervond hij veel steun van dr. J.J. Buskes. Met pacifist Kees Boeke was hij betrokken bij de oprichting van de Broederschap in Christus.
Hugenholtz was actief bij de Algemene Nederlandse Vredes Actie (ANVA) en was redacteur van het orgaan van de Vredesactie.

## Internationale samenwerking
Toen hij in Davos kuurde om te genezen van zijn tuberculose kwam hij in contact met internationale vredesactivisten. Tot de vele pacifisten over de wereld waarmee hij correspondeerde behoorde Albert Einstein. 
Van 1928 tot 1947 was hij afgevaardigde in het Bureau International de la Paix te Genève. Omdat hij overtuigd was van de noodzaak tot internationale samenwerking op vredesgebied behoorde hij in 1928 tot de initiatiefnemers bij de oprichting in Amsterdam van het International Union of Antimilitarist Ministers and Clergymen. In maart 1941 werd Kerk en Vrede door de bezetter ontbonden. In de oorlog zette hij zich uit overtuiging in voor de hulpverlening aan vervolgde Duitse christen-antimilitaristen en vluchtelingen.
Voor zijn hulp aan joden kreeg hij 9 maanden gevangenschap. Eerst in Amsterdam en daarna in Kamp Vught. Ook daarna ging hij door met hulp aan individuele oorlogsslachtoffers.
Kerk en Vrede werd in 1946 heropgericht. Hugenholtz onderhield daarna als internationaal secretaris veel buitenlandse contacten. Zo zette hij zich in voor de strijd tegen de atoombewapening en de beweging voor wereldfederalisme. Samen met natuurkundige Jan Tinbergen en pater Simon Jelsma behoorde hij in 1956 tot de oprichters van de NOVIB.
Politiek koos hij na de Tweede Wereldoorlog voor de toen net opgerichte Partij van de Arbeid. Zijn bezwaren tegen het aanvaarden van de kernwapens, de herbewapening van Duitsland en de steun voor de NAVO maakten dat hij zijn lidmaatschap opzegde. Nadien was hij nog korte tijd lid van de PSP. Na zijn verhuizing uit Ammerstol naar Zeist en Amerongen woonde hij nog korte tijd in Renkum, waar hij op 85-jarige leeftijd overleed. Hij werd begraven te Ammerstol.

## Diversen
- Op het oorlogsmonument Wachtende vrouwen in Ammerstol staat een uitspraak van Hugenholtz uit 1935: De oorlog wordt niet door de wapens doch door de mensen gevoerd.
- De latere minister-president Wim Kok behoorde tot degenen die door hem werden gedoopt.[6]